# 2024 في موريتانيا
تحتوي هذه المقالة على أهم الأحداث التي شهدتها موريتانيا في 2024، إضافة إلى أهم الشخصيات الموريتانية المولودة والمتوفية في هذه السنة.